# Сильверберг, Брэд
Брэд Сильверберг — американский учёный и бизнесмен, наиболее известный своей работой в Microsoft в 1990-1999 годах в качестве старшего вице-президента и менеджера по продукту для MS-DOS, Windows, Internet Explorer и Office. Он был назван Человеком года журнала PC Magazine в 1995 году за руководство Windows 95.

## Начало карьеры
Сильверберг получил степень бакалавра с отличием в области компьютерных наук от Университет Брауна и степень магистра компьютерных наук Университета Торонто. Его первым опытом работы было исследование в SRI International, одном из четырёх первых узлов ARPANET. Также в начале своей карьеры Сильверберг работал в начале 1980-х в Apple Computer над провалившимся проектом Лиза.
Позже Сильверберг был нанят в качестве первого сотрудника в Analytica, стартап Кремниевой долины. После 1985 года он был вице-президентом по проектированию в Borland после того, как они приобрели Analytica.

## Карьера в Microsoft
В 1990 году Сильверберг покинул Borland и возглавил подразделение персональных систем в Microsoft. Некоторые люди покинули Borland, чтобы последовать за ним в Microsoft в последующие годы, что привело к ряду неудавшихся судебных исков от Borland.
В начале его пребывания в должности подразделение персональных систем уже было основным источником дохода с MS-DOS, которая в то время продавалась только через OEM производителей. После выпуска Windows 95 он полностью сосредоточился на работе с Интернетом в Microsoft, что привело к созданию в 1996 году подразделения Интернет-платформ и инструментов, которым он руководил.
В 1997 году Сильверберг назначен ответственным за Office, но его основной интерес оставался Интернетом. Тем летом он взял творческий отпуск, чтобы поразмыслить над тем, как развивается Интернет в Microsoft. Он вернулся в качестве консультанта по совместительству у нового президента, а затем и генерального директора Стива Баллмера. 29 октября 1999 г. он покинул Microsoft.

## Текущая карьера
В марте 2000 года он возглавил группу бывших руководителей Microsoft, чтобы основать Ignition, венчурную компанию. Сильверберг работает партнёром фирмы.

## Внешние ссылки
- Ignition: биография Брэда Сильверберга.